# Chenonetta finschi
El pato de Finsch (Chenonetta finschi) es una especie extinta de ave anseriforme de la familia Anatidae endémica de Nueva Zelanda. Era un pato terrestre no volador de gran tamaño. Posiblemente fue la especie de pato más común de Nueva Zelanda en su época, por la frecuencia en la que aparecen sus huesos subfósiles en los yacimientos. Originalmente se clasificó como la única especie del género Euryanas, pero ahora se sabe que estaba cercanamente emparentado con el pato de crin, y del que procedía, por lo que se trasladó a su género, Chenonetta.
El pato de Finsch era mucho más grande que el pato de crin, probablemente pesaba el doble (entre 1–2 kg) y tenía las patas más grandes. Sus alas se habían reducido, al parecer perdió la capacidad de volar relativamente pronto tras llegar a Nueva Zelanda. Se sabe poco de la biología de la especie, pero sus restos están ampliamente extendidos por Nueva Zelanda, y no parecen restringirse a las zonas acuáticas como las demás especies de patos.
Se cree que la especie se extinguió debido a la caza de los primeros humanos que llegaron a las islas, y por la depredación de las especies introducidas, en especial las ratas. Como otras especies de aves no voladoras de Nueva Zelanda sus restos se han encontrado en los concheros de los maoríes. Las datación por radiocarbono sitúa los huesos más recientes entre los siglos XV y XVII, y un registro de la muerte de un gran «ganso» no volador en Opotiki indica que la especie podría haber sobrevivido hasta 1870.